# Bowers Peak
Der Bowers Peak ist ein 2140 m hoher Berg, der zu den Bowers Mountains im nördlichen Viktorialand gehört. Er ragt dort an der Wasserscheide zwischen dem Hunter-Gletscher und dem Hoshko-Gletscher in der Lanterman Range auf. 
Die Nordgruppe einer von 1963 bis 1964 durchgeführten Kampagne im Rahmen der New Zealand Geological Survey Antarctic Expedition benannte ihn nach Leutnant John M. Bowers Jr., der als Mitglied der Flugstaffel VX-6 der United States Navy Versorgungsflüge für die Forschungsreise durchführte.